# La Mure-Argens
La Mure-Argens – miejscowość i gmina we Francji, w regionie Prowansja-Alpy-Lazurowe Wybrzeże, w departamencie Alpy Górnej Prowansji.

## Demografia
Według danych na rok 1990 gminę zamieszkiwały 233 osoby, a gęstość zaludnienia wynosiła 7 osób/km². W styczniu 2015 r. La Mure-Argens zamieszkiwało 340 osób, przy gęstości zaludnienia wynoszącej 9,8 osób/km².